# 두원초등학교
두원초등학교는 대한민국 전라남도 고흥군에 있는 공립 초등학교이다.

## 학교 연혁
- 1967년 6월 1일 두원국민학교 중앙분교장 설치
- 1968년 3월 2일 두원중앙국민학교 개교
- 1996년 3월 1일 두원중앙초등학교로 개칭
- 1999년 3월 1일 두원분교장 통합
- 1999년 9월 1일 두원북초등학교 통합
- 2001년 3월 1일 두원초등학교로 교명 변경

## 참고 자료
- 두원초등학교 - 한국교육학술정보원 학교알리미